# Poyanne
Poyanne [pɔjan] (Poiana, en occitan) est une commune française située dans le département des Landes en région Nouvelle-Aquitaine.
Ses habitants sont appelés les Poyannais.

## Géographie

### Localisation
Commune située dans la Chalosse.

### Communes limitrophes
Les communes limitrophes sont Gamarde-les-Bains, Gouts, Laurède, Lourquen, Nousse, Onard et Saint-Geours-d'Auribat.
| Onard                  | Gouts   |          |
| Saint-Geours-d'Auribat | Poyanne | Laurède  |
| Gamarde-les-Bains      | Nousse  | Lourquen |

### Climat
Pour des articles plus généraux, voir Climat de la Nouvelle-Aquitaine et Climat des Landes.
Historiquement, la commune est exposée à un climat océanique aquitain.  
En 2020, Météo-France publie une typologie des climats de la France métropolitaine dans laquelle la commune est exposée à un climat océanique et est dans la région climatique  Aquitaine, Gascogne, caractérisée par une pluviométrie abondante au printemps, modérée en automne, un faible ensoleillement au printemps, un été chaud (19,5 °C), des vents faibles, des brouillards fréquents en automne et en hiver et des orages fréquents en été (15 à 20 jours).
Pour la période 1971-2000, la température annuelle moyenne est de 13,2 °C, avec une amplitude thermique annuelle de 14 °C. Le cumul annuel moyen de précipitations est de 1 176 mm, avec 12,6 jours de précipitations en janvier et 7,9 jours en juillet. Pour la période 1991-2020, la température moyenne annuelle observée sur la station météorologique la plus proche, située sur la commune de Bégaar à 8 km à vol d'oiseau, est de 13,8 °C et le cumul annuel moyen de précipitations est de 1 114,1 mm,. Pour l'avenir, les paramètres climatiques de la commune estimés pour 2050 selon différents scénarios d’émission de gaz à effet de serre sont consultables sur un site dédié publié par Météo-France en novembre 2022.

## Urbanisme

### Typologie
Au 1er janvier 2024, Poyanne est catégorisée commune rurale à habitat dispersé, selon la nouvelle grille communale de densité à sept niveaux définie par l'Insee en 2022.
Elle est située hors unité urbaine. Par ailleurs la commune fait partie de l'aire d'attraction de Dax, dont elle est une commune de la couronne,. Cette aire, qui regroupe 60 communes, est catégorisée dans les aires de 50 000 à moins de 200 000 habitants,.

### Occupation des sols

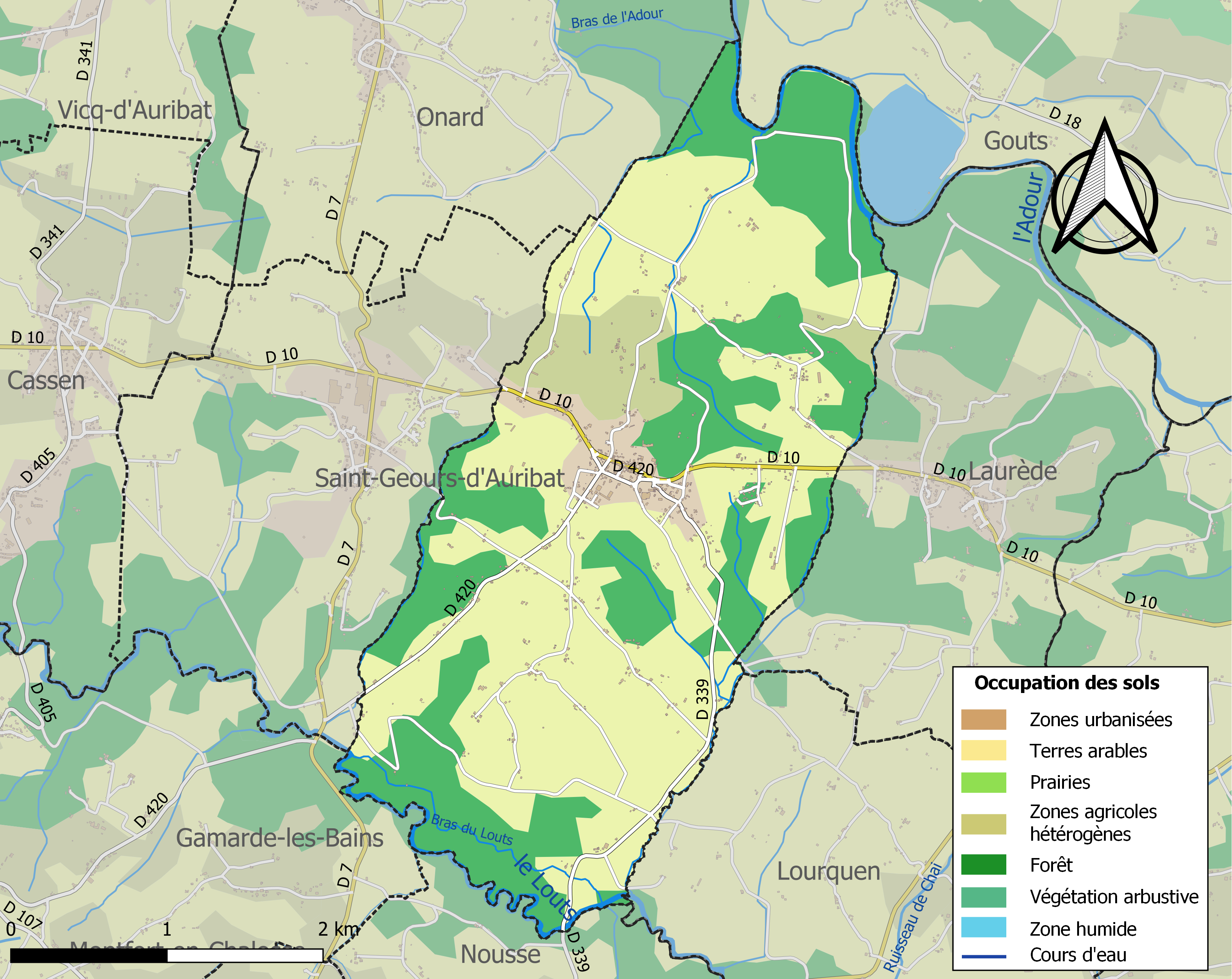
Carte des infrastructures et de l'occupation des sols de la commune en 2018 (CLC).

L'occupation des sols de la commune, telle qu'elle ressort de la base de données européenne d’occupation biophysique des sols Corine Land Cover (CLC), est marquée par l'importance des territoires agricoles (60,3 % en 2018), en augmentation par rapport à 1990 (57,1 %). La répartition détaillée en 2018 est la suivante : terres arables (54,2 %), forêts (35,3 %), zones agricoles hétérogènes (6,1 %), zones urbanisées (4,4 %). L'évolution de l’occupation des sols de la commune et de ses infrastructures peut être observée sur les différentes représentations cartographiques du territoire : la carte de Cassini (XVIIIe siècle), la carte d'état-major (1820-1866) et les cartes ou photos aériennes de l'IGN pour la période actuelle (1950 à aujourd'hui).

### Risques majeurs
Le territoire de la commune de Poyanne est vulnérable à différents aléas naturels : météorologiques (tempête, orage, neige, grand froid, canicule ou sécheresse), inondations, mouvements de terrains et séisme (sismicité faible). Un site publié par le BRGM permet d'évaluer simplement et rapidement les risques d'un bien localisé soit par son adresse soit par le numéro de sa parcelle.
Certaines parties du territoire communal sont susceptibles d’être affectées par le risque d’inondation par débordement de cours d'eau, notamment l'Adour et le Louts. La commune a été reconnue en état de catastrophe naturelle au titre des dommages causés par les inondations et coulées de boue survenues en 1989, 1999 et 2009,.
Les mouvements de terrains susceptibles de se produire sur la commune sont des tassements différentiels.

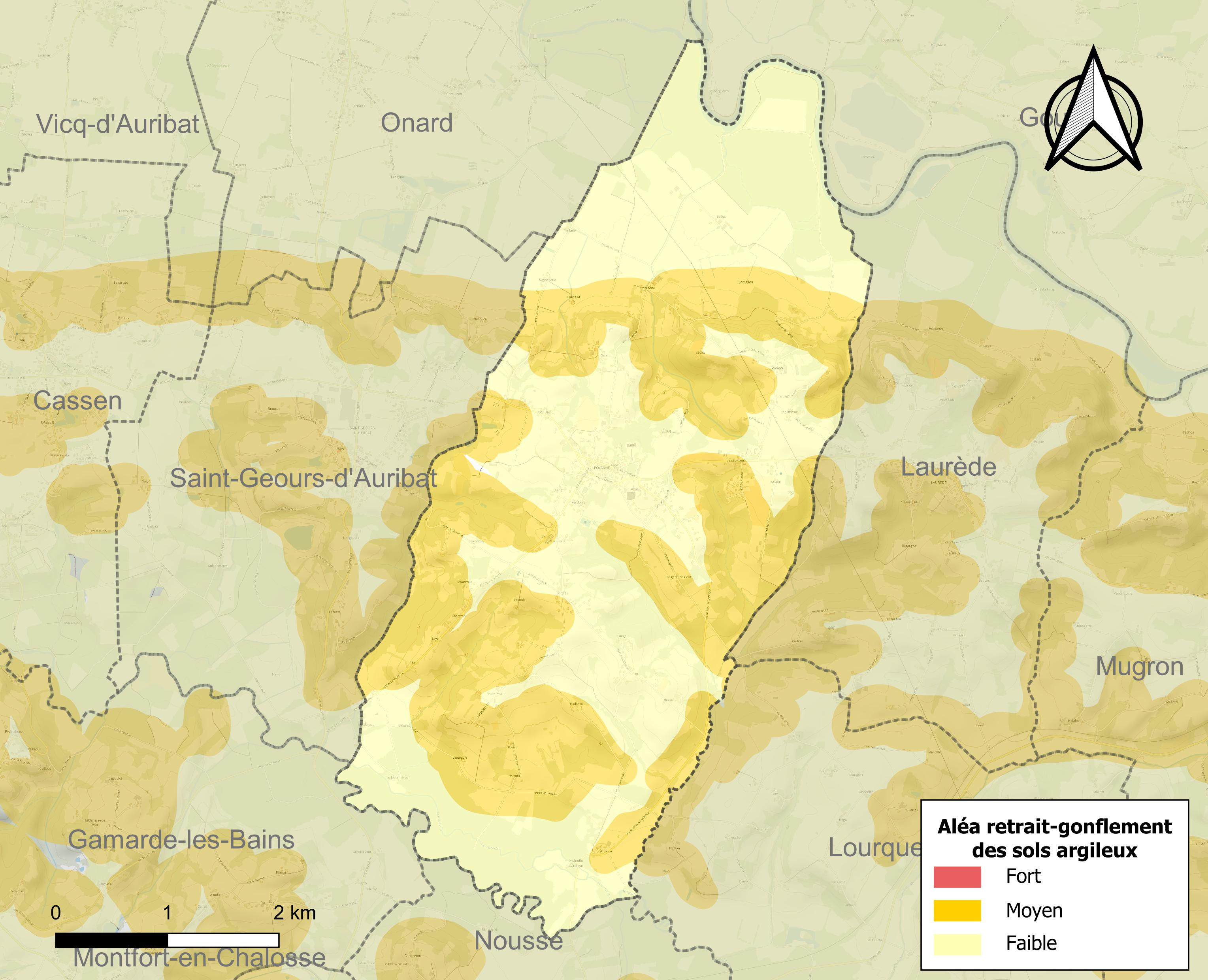
Carte des zones d'aléa retrait-gonflement des sols argileux de Poyanne.

Le retrait-gonflement des sols argileux est susceptible d'engendrer des dommages importants aux bâtiments en cas d’alternance de périodes de sécheresse et de pluie. 45,6 % de la superficie communale est en aléa moyen ou fort (19,2 % au niveau départemental et 48,5 % au niveau national). Sur les 321 bâtiments dénombrés sur la commune en 2019,  103 sont en aléa moyen ou fort, soit 32 %, à comparer aux 17 % au niveau départemental et 54 % au niveau national. Une cartographie de l'exposition du territoire national au retrait gonflement des sols argileux est disponible sur le site du BRGM,.
Concernant les mouvements de terrains, la commune a été reconnue en état de catastrophe naturelle au titre des dommages causés par des mouvements de terrain en 1999.

## Histoire
Lors de la rétrocession d'une partie du territoire de la commune de Saint-Geours-d'Auribat à celui de Poyanne en 1860, mécaniquement environ 400 habitants supplémentaires se trouveront rattachés à Poyanne.

## Politique et administration
| Période                                  | Période   | Identité               | Étiquette | Qualité                                         |
| ---------------------------------------- | --------- | ---------------------- | --------- | ----------------------------------------------- |
| 1989                                     | mars 2014 | Marie-Claire Lamarque  |           | Inspectrice des affaires sanitaires et sociales |
| mars 2014                                | En cours  | Fabienne Laby-Fauthoux | DVG       | Fonctionnaire territoriale                      |
| Les données manquantes sont à compléter. |           |                        |           |                                                 |

## Démographie
L'évolution du nombre d'habitants est connue à travers les recensements de la population effectués dans la commune depuis 1793. Pour les communes de moins de 10 000 habitants, une enquête de recensement portant sur toute la population est réalisée tous les cinq ans, les populations de référence des années intermédiaires étant quant à elles estimées par interpolation ou extrapolation. Pour la commune, le premier recensement exhaustif entrant dans le cadre du nouveau dispositif a été réalisé en 2006.

En 2022, la commune comptait 697 habitants, en évolution de +2,2 % par rapport à 2016 (Landes : +5,78 %, France hors Mayotte : +2,11 %).
| 1793 | 1800 | 1806 | 1821 | 1831 | 1836 | 1841 | 1846 | 1851 |
| ---- | ---- | ---- | ---- | ---- | ---- | ---- | ---- | ---- |
| 525  | 513  | 563  | 531  | 587  | 605  | 558  | 552  | 608  |

| 1856 | 1861  | 1866  | 1872  | 1876  | 1881  | 1886  | 1891 | 1896 |
| ---- | ----- | ----- | ----- | ----- | ----- | ----- | ---- | ---- |
| 605  | 1 016 | 1 046 | 1 157 | 1 185 | 1 018 | 1 016 | 970  | 969  |

| 1901 | 1906 | 1911 | 1921 | 1926 | 1931 | 1936 | 1946 | 1954 |
| ---- | ---- | ---- | ---- | ---- | ---- | ---- | ---- | ---- |
| 950  | 913  | 909  | 828  | 801  | 762  | 725  | 638  | 615  |

| 1962 | 1968 | 1975 | 1982 | 1990 | 1999 | 2006 | 2011 | 2016 |
| ---- | ---- | ---- | ---- | ---- | ---- | ---- | ---- | ---- |
| 650  | 645  | 584  | 542  | 516  | 517  | 549  | 634  | 682  |

| 2021 | 2022 | - | - | - | - | - | - | - |
| ---- | ---- | - | - | - | - | - | - | - |
| 695  | 697  | - | - | - | - | - | - | - |

## Personnalités liées à la commune
- Charles Léonard de Baylenx, marquis de Poyanne.
- Vincent Batbedat.

## Monuments
- Château de Poyanne.
- Église Saint-Barthélemy de Poyanne.